# Antichiroides goyanus
Antichiroides goyanus är en skalbaggsart som beskrevs av Ohaus 1905. Antichiroides goyanus ingår i släktet Antichiroides och familjen Rutelidae. Inga underarter finns listade i Catalogue of Life.